# Coupe d'Allemagne masculine de volley-ball

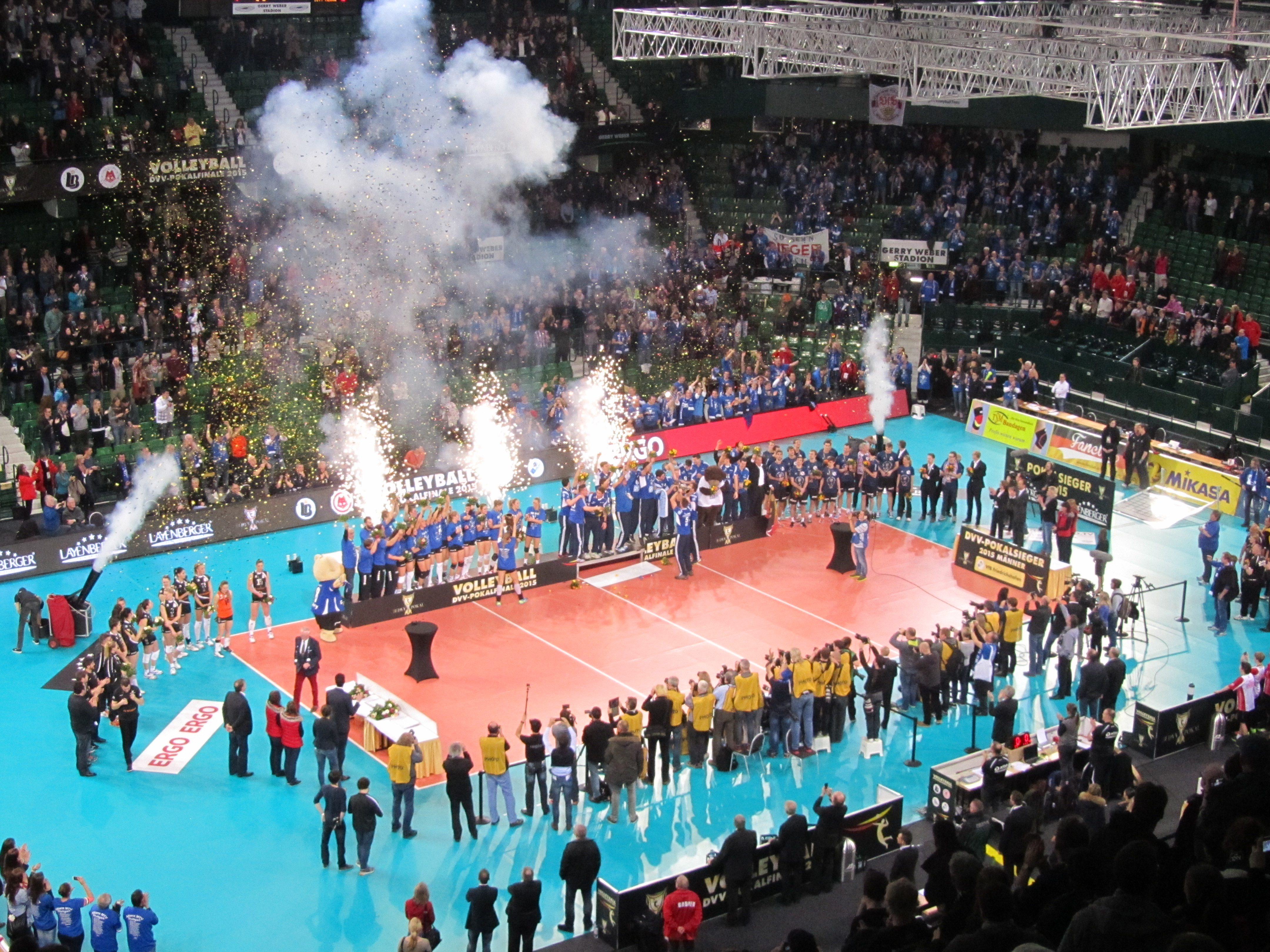
Remise des prix au stade Gerry-Weber-Stadion en 2015

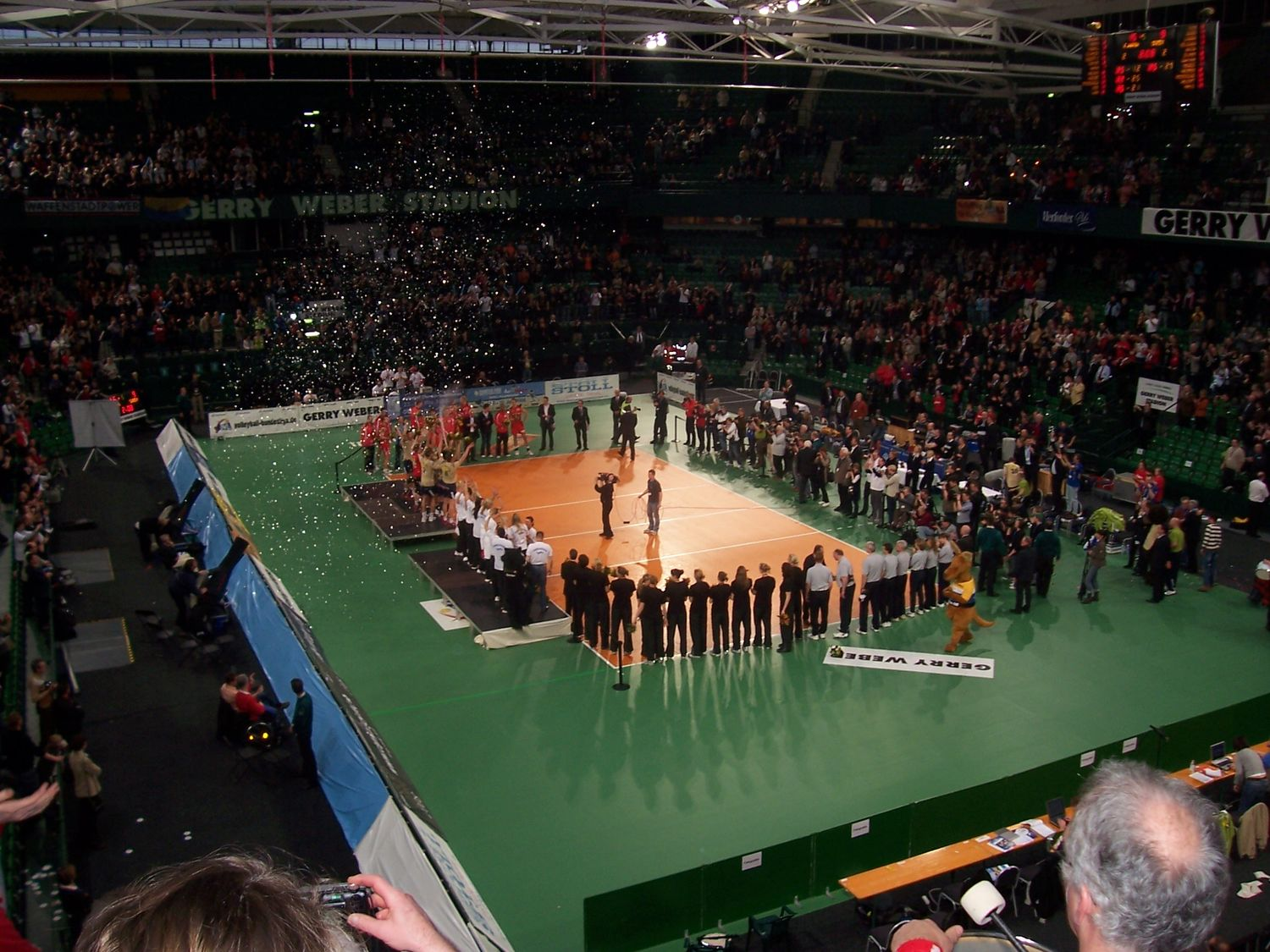
Remise des prix après la finale en 2008

La Coupe d'Allemagne de volley-ball masculin (DVV-Pokal en allemand) est organisée par la Fédération allemande de volley-ball (de). La finale est jouée dans la salle omnisports SAP Arena à Mannheim. Les tenants du titre en 2020 sont le club Berlin Recycling Volleys chez les hommes, et le Dresdner SC chez les femmes.

## Mode de fonctionnement
Les équipes de première Ligue (Bundesliga) sont automatiquement qualifiées pour les huitièmes de finale. Elles rencontrent lors de cette première phase les équipes ayant passé les qualifications : les vainqueurs des huit tournois régionaux (nord, nord-ouest, nord-est, ouest, est, sud-ouest, sud-est et sud). Le tournoi fonctionne par élimination directe jusqu'en finale. Les équipes de plus bas niveau ont la priorité pour jouer à domicile lors des deux premières phases de la coupe. Les équipes du VC Olympia Berlin, où jouent les équipes nationales junior, ne participent pas à la coupe d'Allemagne.

## Historique
- La coupe d'Allemagne est organisée depuis 1973. Son équivalent est-allemand, la coupe d'Allemagne de l'Est (FDGB-Pokal), fut organisé par la fédération du sport allemande de l'Allemagne de l'Est (DSVB) de 1953 à 1991.
- De 2006 à 2015, les finales de la coupe ont eu lieu au stade Gerry-Weber-Stadion, à Halle (Westf.). La fédération allemande de volley-ball (DVV) a annoncé en avril 2015 l'organisation des finales dans un nouveau stade : elles se jouent dans la SAP Arena de Mannheim depuis le 28 février 2016.

## Palmarès de la coupe d'Allemagne de l'Ouest (1973-1990)
- 1973 : Munich 1860
- 1974 : Hambourg SV
- 1975 : Munich 1860
- 1976 : USC Münster
- 1977 : Hambourg SV
- 1978 : Munich 1860
- 1979 : Munich 1860
- 1980 : Munich 1860
- 1981 : VBC Paderborn
- 1982 : TV Passau
- 1983 : Hambourg SV
- 1984 : USC Giessen
- 1985 : Hambourg SV
- 1986 : VDS Berlin
- 1987 : Fortuna Bonn
- 1988 : Bayer Leverkusen
- 1989 : Hambourg SV
- 1990 : TSV Milbertshofen

## Palmarès de la coupe d'Allemagne de l'Est (1953-1991)
- 1953 : HSG DHfK Leipzig
- 1954 : SC Leipzig
- 1955 : BSG Eisleben
- 1956 : SC DHfK Leipzig
- 1957 : SC DHfK Leipzig
- 1958 : SC DHfK Leipzig
- 1959 : SC DHfK Leipzig
- 1960 : SC Dynamo Berlin
- 1961 : SC Dynamo Karl-Marx-Stadt
- 1962 : BSG Lokomotive Dresde
- 1963 : SC Leipzig
- 1964 : SC Traktor Schwerin
- 1965 : SC Leipzig
- 1966 : SC Leipzig
- 1967 : SC Leipzig
- 1968 : SC Dynamo Berlin
- 1969 : HSG Karlshorst
- 1970 : HSG Karlshorst
- 1971 : HSG DHfK Leipzig
- 1972 : HSG Karlshorst
- 1973 : HSG Karlshorst
- 1974 : HSG Karlshorst
- 1975 : HSG Karl-Marx-Stadt
- 1976 : HSG Karl-Marx-Stadt
- 1977 : ASG Vorwärts Stern-Buchholz
- 1978 : HSG Karl-Marx-Uni Leipzig
- 1979 : HSG Karl-Marx-Uni Leipzig
- 1980 : ASG Vorwärts Wilhelmshagen
- 1981 : HSG Karlshorst / SC Dynamo Berlin
- 1982 : HSG Karlshorst / SC Dynamo Berlin
- 1983 : HSG Karl-Marx-Uni Leipzig / SC Dynamo Berlin
- 1984 : BSG Rot. Prenzlauer Berg / TSC Berlin
- 1985 : BSG Rot. Prenzlauer Berg / TSC Berlin
- 1986 : TSC Berlin
- 1987 : SC Leipzig
- 1988 : Traktor Schwerin
- 1989 : Traktor Schwerin
- 1990 : Dynamo Berlin
- 1991 : SC Berlin

Les Sportclub (SC), dans le système sportif de l'Allemagne de l'Est, étaient des clubs sportifs indépendants, sponsorisés et à dimension professionnelle. La coupe d'Allemagne de l'Est n'a pas été disputée par des clubs sportifs indépendants — seulement les clubs « BSG » — entre 1969 et 1985. Toutefois, entre 1981 et 1985, deux compétitions parallèles ont été jouées, dont une impliquant les clubs sportifs.

## Palmarès de la coupe d'Allemagne (depuis 1991)
- 1991 : Moerser SC
- 1992 : VC Hambourg
- 1993 : Moerser SC
- 1994 : SCC Berlin
- 1995 : Bayer Wuppertal
- 1996 : SCC Berlin
- 1997 : ASV Dachau
- 1998 : VfB Friedrichshafen
- 1999 : VfB Friedrichshafen
- 2000 : SCC Berlin
- 2001 : VfB Friedrichshafen
- 2002 : VfB Friedrichshafen
- 2003 : VfB Friedrichshafen
- 2004 : VfB Friedrichshafen
- 2005 : VfB Friedrichshafen
- 2006 : VfB Friedrichshafen
- 2007 : VfB Friedrichshafen
- 2008 : VfB Friedrichshafen
- 2009 : TSV Unterhaching
- 2010 : TSV Unterhaching
- 2011 : TSV Unterhaching
- 2012 : VfB Friedrichshafen
- 2013 : TSV Unterhaching
- 2014 : VfB Friedrichshafen
- 2015 : VfB Friedrichshafen
- 2016 : Berlin Recycling Volleys
- 2017 : VfB Friedrichshafen
- 2018 : VfB Friedrichshafen
- 2019 : VfB Friedrichshafen
- 2020 : Berlin Recycling Volleys
- 2021 : United Francfort
- 2022 : VfB Friedrichshafen
- 2023 : Berlin Recycling Volleys
- 2024 : Berlin Recycling Volleys